# Prototype 2
Prototype 2 – komputerowa gra akcji z otwartym światem przedstawiona z perspektywy trzeciej osoby wyprodukowana przez Radical Entertainment i wydana przez Activision Blizzard. Jej światowa premiera odbyła się 24 kwietnia 2012 roku na konsolach PlayStation 3 i Xbox 360 oraz trzy miesiące później, 24 lipca 2012 roku na platformie Microsoft Windows. Jest to sequel dobrze przyjętej gry Prototype z 2009 roku.

## Fabuła

### Bohater
Podczas kampanii Prototype 2 gracz wciela się w inną postać niż w pierwszej części. Głównym bohaterem gry jest żołnierz James Heller. Jest on człowiekiem bardzo impulsywnym, wulgarnym i często bezmyślnym. Gdy po powrocie z jednej z misji dowiaduje się, że jego rodzina została zamordowana przez bohatera pierwszej części, czyli Aleksa Mercera, Heller rusza z zemstą zabijając wszystkich bez litości.

### Świat gry
Nowy Jork podzielony jest na trzy strefy, w których znajdują się mniejsze dzielnice. W strefie Green Zone firma Blackwatch i Korpus Piechoty Morskiej Stanów Zjednoczonych utworzyły bezpieczne strefy dla ocalałych i pomimo katastrofy, tutaj życie toczy się normalnie. Obszar Yellow Zone także służy jako schronienie dla ocalałych ludzi, jednakże duża możliwość zakażenia się w tej strefie spowodowała wprowadzenie stanu wojennego. Strefa Red Zone to tereny gdzie toczy się regularna wojna, a firma Gentek kontynuuje swoje eksperymenty na zakażonych ludziach.

### Streszczenie
Akcja Prototype 2 rozgrywa się w Nowym Jorku, czternaście miesięcy po wydarzeniach z pierwszej części gry. James Heller, gdy dowiaduje się, że jego żona i córka zostały zabite, wyrusza z zemstą do ogarniętej wojną strefy Red Zone. O śmierć swojej rodziny obwinia Aleksa Mercera. Drużynę Hellera spotyka Mercer i ją zabija, następnie stacza pojedynek z przywódcą grupy. W jego trakcie zostaje zainfekowany szczepem wirusa odpowiedzialnym za mutacje Mercera i traci przytomność Budzi się w placówce badawczej firmy Gentek, skąd udaje mu się uciec. Po ponownym spotkaniu z Mercerem dowiaduje się, że Blackwatch i Gentek wykorzystywali teren Nowego Jorku do badań nad bronią biologiczną. Od tej pory Heller rozwija swoje nadludzkie umiejętności i stara się pomóc Mercerowi powstrzymać badania wrogiej firmy.

## Rozgrywka
Rozgrywka w Prototype 2 jest bardzo podobna do tej z pierwszej części gry. Bohater sterowany przez gracza posiada nadludzkie zdolności i moce, które wykorzystuje w walce ze swoimi wrogami. Postać za walkę otrzymuje punkty ewolucji, które gracz może przeznaczyć na ulepszeniem statystyk tj. zdrowie, regeneracja czy prędkość. Wraz z rozwojem fabuły zyskuje także nowe bronie (m.in. szpony, kamienne pięści, bicz, ostrze). W grze obecne są także biobomby, które pozwalają zamieniać przeciwników w granaty oraz dewastatory, które powodują eksplozję materii. Ponadto gracz może przyzywać bestie, które pomagają mu w eksterminacji hord wrogów.

## Produkcja
3 grudnia 2010 roku na stronie wydawcy gry, czyli Activision Blizzard ujawniono, że w produkcji znajduje się kontynuacja gry Prototype. Oficjalna zapowiedź Prototype 2 wraz z pierwszym zwiastunem pojawiła się 11 grudnia 2010 roku na Spike TV Video Game Awards. W lipcu 2011 roku ogłoszono oficjalną datę premiery gry w wersjach na PlayStation 3, Xbox 360 i Microsoft Windows. Ustalono ją na 24 kwietnia 2012 roku. Na początku 2012 roku przesunięto datę premiery gry na system Windows o trzy miesiące, więc zadebiutowała dopiero 24 lipca 2012 roku.

### Soundtrack
| Oryginalny soundtrack – 2012 | Oryginalny soundtrack – 2012 | Oryginalny soundtrack – 2012 |
| Nr                           | Tytuł utworu                 | Długość                      |
| ---------------------------- | ---------------------------- | ---------------------------- |
| 1.                           | „Resurrection”               | 3:14                         |
| 2.                           | „Project Long Shado”         | 2:38                         |
| 3.                           | „The Lab Rat”                | 3:25                         |
| 4.                           | „Operation Flytrap”          | 3:09                         |
| 5.                           | „Feeding Time”               | 2:57                         |
| 6.                           | „Salvation”                  | 4:50                         |
| 7.                           | „Natural Selection”          | 3:34                         |
| 8.                           | „The White Light”            | 3:07                         |
| 9.                           | „Taking The Castle”          | 4:20                         |
| 10.                          | „A Maze Of Blood”            | 3:03                         |
| 11.                          | „A Stranger Among Us”        | 4:01                         |
| 12.                          | „A Nest Of Vipers”           | 2:47                         |
| 13.                          | „Fly In The Ointment”        | 3:12                         |
| 14.                          | „Burned From Memory”         | 3:27                         |
| 15.                          | „A Labor Of Love”            | 2:48                         |
| 16.                          | „Murder Your Maker”          | 5:25                         |
|                              |                              | 55:57                        |

## DLC
Do Prototype 2 w wersji na PlayStation 3 i Xbox 360 wydano dwa dodatki DLC. Pierwszy to Colossal Mayhem Pack, który miał premierę 8 maja 2012 roku. Zawiera on nową broń o nazwie Thermobaric Boomstick oraz trzy nowe skórki dla postaci Hellera. Natomiast drugi o nazwie Excessive Force Pack został wydany 29 maja 2012 roku. Podobnie jak pierwszy także zawiera nową broń – Viral Infector Grenade Launcher oraz trzy skórki dla postaci Hellera.

## Odbiór gry
Gra została dobrze przyjęta przez krytyków osiągając średnią ocen w serwisach Metacritic i GameRankings 79/100 i 79,14% w wersji na PlayStation 3, 74/100 i 75,67% na Xbox 360 oraz 81/100 i 86,50% na PC z systemem Windows. Krytyk serwisu Gry-Online w swojej recenzji gry Prototype 2 zachwalał system walki, który nazwał widowiskowym, sposób poruszania się postaci, polowania na ofiary, infiltrowanie baz, otwarty świat gry oraz nowe moce i przeciwników. Natomiast skrytykował grę za głównego bohater, chaotyczną fabułę oraz monotonne misje i brak wyzwań. Recenzent portalu IGN pochwalił twórców gry za otwarty świat, rozgrywkę (m.in. walkę i sposób rozwoju bohatera), menu główne gry oraz czarno-białe przerywniki filmowe. Jednak podobnie jak krytyk polskiego serwisu zganił producentów za kreację Aleksa Mercera, fabułę gry oraz animacje postaci i zabójstw wrogów.

## Sprzedaż
Prototype 2 w kwietniu 2012 była najlepiej sprzedającą się grą, pokonując Kinect Star Wars i Call of Duty: Modern Warfare 3.